# MPSB 8 (2. Besetzung)
Die Nr. 8 (2. Besetzung) der Mecklenburg-Pommerschen Schmalspurbahn war eine dreifachgekuppelte Heißdampflokomotive. Die von Jung hergestellte Lokomotive wurde nach der Übernahme durch die Deutsche Reichsbahn als 99 3451 bezeichnet.

## Geschichte
Im Nachgang zu den bis 1913 gelieferten Lokomotiven Nr. 1II bis 7II erwarb die Mecklenburg-Pommersche Schmalspurbahn eine weitgehend baugleiche Lokomotive, jedoch in einer Heißdampfausführung. Die Lokomotive mit dem Namen VON DER LANCKEN war die erste Heißdampflokomotive für die Feldbahnspur von 600 mm. Die mit dem Schmidt-Überhitzer ausgestattete Lokomotive zeigte Einsparungen beim Kohle- und Wasserverbrauch. Die MPSB entschied deshalb, in der Folge nur noch Heißdampflokomotiven zu bestellen.
Bei der Übernahme durch die Deutsche Reichsbahn 1949 wurde die Lokomotive als 99 3451 bezeichnet. Die Lokomotive war bis 1966 im Lokbahnhof Anklam stationiert. Am 11. Oktober 1966 wurde sie ausgemustert und anschließend verschrottet.

## Konstruktive Merkmale
Die Lokomotiven verfügten über einen Außenrahmen aus Blech.
Der Dampfdom saß hinter dem Schornstein und verfügte über Naßdampfventilregler Bauart Schmidt & Wagner. Das Ramsbottom-Sicherheitsventil befand sich direkt vor dem Führerhaus. Der ursprünglich vorhandene Kobelschornstein wurde später durch einen Esse der Bauart Prüsmann ersetzt.
Das außenliegende Heißdampftriebwerk war leicht geneigt und arbeitete auf die dritte Achse. Es verfügte über eine Heusinger-Steuerung mit Kuhnscher Schleife sowie Kolbenschieber.
Bei der Ablieferung besaß die Lokomotive Doppelflanschräder. Diese wurden 1920 durch normale Spurkranzräder ersetzt.
Auf dem Führerhausdach ohne Lüftung befanden sich das Dampfläutewerk und die Dampfpfeife. Später wurde die Pfeife auf den Stehkessel und das Läutewerk zwischen Schornstein und Dom versetzt. Zur Vergrößerung des Einsatzradius erhielt die Lokomotive an der Führerhausrückwand einen zusätzlichen Kohlekasten. Außerdem wurde sie mit einem Wassertender gekuppelt. Durch die Deutsche Reichsbahn erfolgte der Anbau eines Turbogenerators für die elektrische Beleuchtung.
Der runde Sandkasten sandete handbetrieben die dritte Kuppelachse von vorn.